# Best Ogedegbe
Best Ogedegbe (* 3. September 1954; † 28. September 2009 in Ibadan) war ein nigerianischer Fußballspieler.

## Sportlicher Werdegang
Ogedegbe bestritt den größten Teil seiner Karriere als Fußballtorhüter für den Shooting Stars FC. Mit dem Klub gewann er mehrfach den nigerianischen Meistertitel und den Landespokal. Der größte Erfolg war der Gewinn des African Cup Winners’ Cup im Jahr 1976, als der Titelverteidiger Tonnerre Yaoundé aus Kamerun in den Endspielen mit einem 4:1-Heimerfolg bei einer 0:1-Auswärtsniederlage bezwungen wurde. Später wechselte er zu den Abiola Babes, wo er Mitte der 1980er Jahre seine Karriere beendete.
Ogedegbe debütierte 1979 in der nigerianischen Nationalmannschaft, in der er sich gegen Emmanuel Okalla durchsetzte und schnell als Stammtorhüter etablierte. Bis 1983 bestritt er 31 Länderspiele für die „Super Eagles“. Bei der Afrikameisterschaftsendrunde 1980 im heimischen Nigeria im März des Jahres hütete er das Tor der Auswahl, die nach einem 3:0-Endspielerfolg über Algerien durch Tore von Mudashiru Lawal und des zweifach erfolgreichen Segun Odegbami den Titel gewann. Im Sommer stand er bei den vom Boykott etlicher westlicher Länder geprägten Olympischen Sommerspielen 1980 ebenfalls zwischen den Pfosten, als Gruppenletzter schied Nigeria jedoch frühzeitig aus. Im Rahmen der Qualifikation zur Weltmeisterschaftsendrunde 1982 bestritt er seine letzten Pflichtspiele, als Algerien in den abschließenden Play-off-Spielen sich für die Finalniederlage 1980 revanchierte und sich durch einen 2:0-Heim- und einen 2:1-Auswärtssieg für das Turnier qualifizierte.
Ogedegbe arbeitete später als Trainer und war dabei unter anderem im Nachwuchsbereich für den nigerianischen Verband tätig. Er verstarb im September 2009 im Alter von 55 Jahren in der Folge von Komplikationen, die nach einer Augenoperation aufgetreten waren.